# Dactyloscopus comptus
Dactyloscopus comptus är en fiskart som beskrevs av Dawson 1982. Dactyloscopus comptus ingår i släktet Dactyloscopus och familjen Dactyloscopidae. Inga underarter finns listade i Catalogue of Life.